# ふれあい橋 (徳島市)
ふれあい橋（ふれあいばし）は、新町川中流部に架かる歩行者・軽車両専用の平面の橋である。
徳島県徳島市東船場町（南岸）と同県同市南内町（北岸）を結ぶ。
南岸のしんまちボードウォークと北岸の新町川水際公園を結ぶ橋で、夜になるとLEDによるイルミネーションが灯る。とくしま産業振興機構による光の八十八ヶ所めぐりに選定されている。

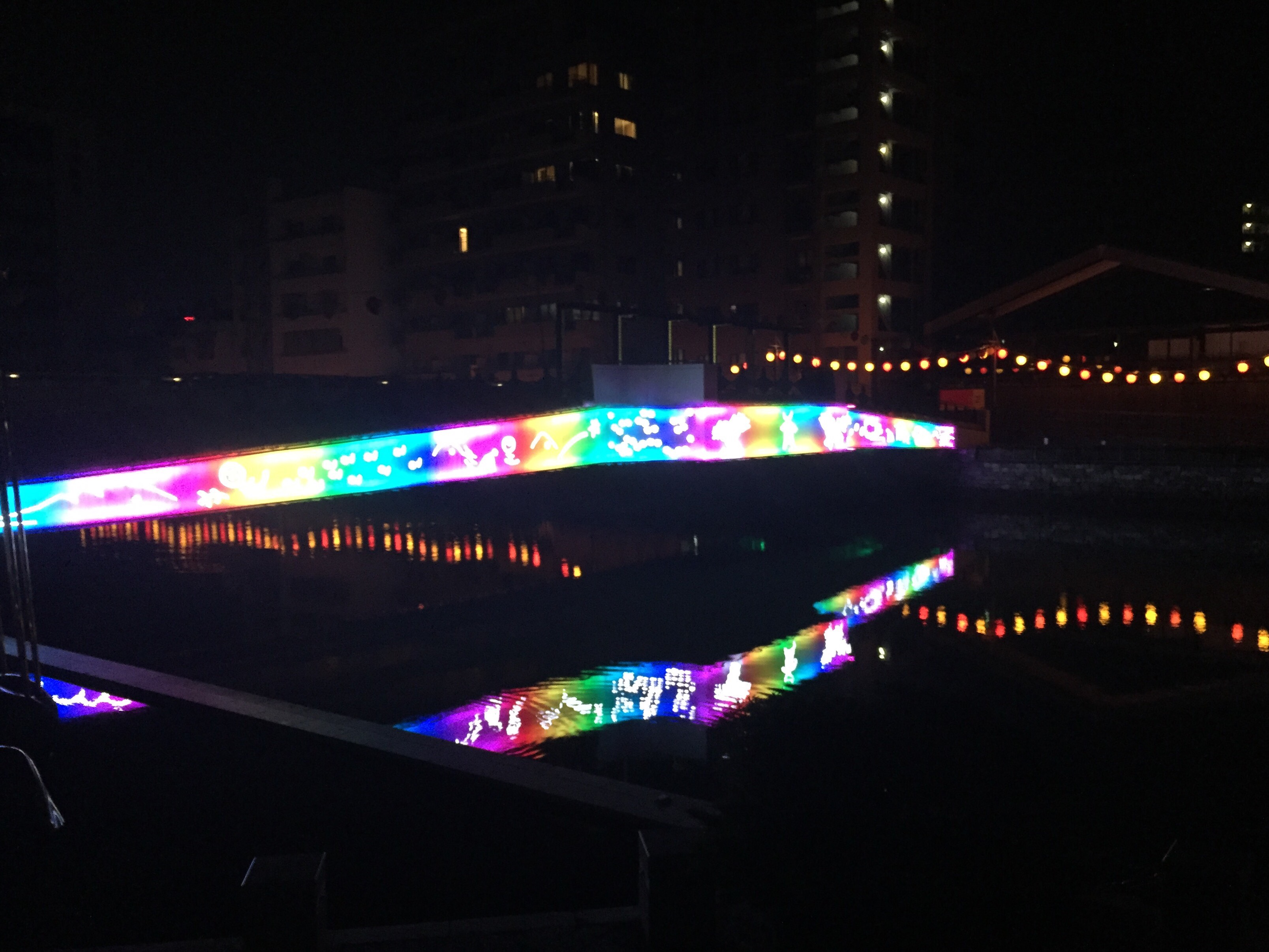
イルミネーション点灯の様子 （2017年8月）

## 沿革
- 1982年 - 架設。
- 1989年 - 増幅。
- 2008年 - 光の八十八ヶ所めぐり選定。

## 隣の橋梁
（上流） - 新町橋 - ふれあい橋 - 両国橋 - （下流）